# 細菌分類表
| 生物分類表 |
| - 病毒分类表 - 古菌分類表 - 細菌分類表 - 原生生物分類表 - 藻類分類表 - 真菌分类表 - 植物分類表（NCBI） - 被子植物 APG 分类法 （I、II、III、IV） - 动物分类表 - 昆蟲分類表 - 软体动物分类表 - 魚類分類表 - 两栖动物分类表 - 爬行动物分类表 - 恐龍分類表 - 鸟类分类系统 - 鸟类传统分类系统 - 鳥類 DNA 分類系統 - 哺乳动物分类表 |

本表以原核生物标准命名列表（LPSN）的分類爲基礎（當前版本2024年1月13日），此分类代表原核生物分類的權威雜誌IJSEM的分類系統，同时参考美国国家生物技术信息中心分类（NCBI Taxonomy）。但目前其它中文維基分類表可能依照其它標準，請注意其區別。
中文名稱採用慣例（包括網上搜索途徑）以及拉丁名直接意譯，部分參考《細菌名稱》第二版以及中国典型培养物保藏中心（CCTCC），拉丁文意譯參考原核生物名稱(英文)網站。翻譯問題歡迎在原文中添加或者在討論頁中提出。一些分类单元已经更名，但是中文名称却没有更新，本表将沿用其旧名称直至有新名称发布。
本表仅列至科级。

## 遥远杆状菌门（Abditibacteriota）

### 遥远杆状菌纲（Abditibacteriia）
1. 遥远杆状菌目（Abditibacteriales）
  1. 遥远杆状菌科（Abditibacteriaceae）

## 酸杆菌门（Acidobacteriota）

### 出芽小链菌纲（Blastocatellia）
1. 出芽小链菌目（Blastocatellales）
  1. 沙质土微菌科（Arenimicrobiaceae）
  2. 出芽小链菌科（Blastocatellaceae）
  3. 栖火山单胞菌科（Pyrinomonadaceae）
2. 目未定
  1. 科未定

### 全噬菌纲（Holophagae）
1. 石鳖杆菌目（Acanthopleuribacterales）
  1. 石鳖杆菌科（Acanthopleuribacteraceae）
2. 全噬菌目（Holophagales）
  1. 全噬菌科（Holophagaceae）
3. 嗜热香肠状菌目（Thermotomaculales）
  1. 嗜热香肠状菌科（Thermotomaculaceae）
4. 目未定
  1. 科未定

### 酸杆菌纲（Terriglobia）
1. 藓杆菌目（Bryobacterales）
  1. 藓杆菌科（Bryobacteraceae）
2. 酸杆菌目（Terriglobales）
  1. 酸杆菌科（Acidobacteriaceae）
  2. 科未定

### 嗜热厌氧杆状菌纲（Thermoanaerobaculia）
1. 嗜热厌氧杆状菌目（Thermoanaerobaculales）
  1. 嗜热厌氧杆状菌科（Thermoanaerobaculaceae）
2. 目未定

### 嗜邻聚杆菌纲（Vicinamibacteria）
1. 嗜邻聚杆菌目（Vicinamibacterales）
  1. 嗜邻聚杆菌科（Vicinamibacteraceae）

## 放线菌门（Actinobacteria）

### 酸微菌纲（Acidimicrobiia）
1. 酸微菌目（Acidimicrobiales）
  1. 酸微菌科（Acidimicrobiaceae）
  2. 东大应微所菌科（Iamiaceae）
  3. 萤光杆菌科（Ilumatobacteraceae）
2. 目未定

### 放线菌纲（Actinomycetes）（高G+C革兰氏阳性菌）
1. 热酸菌目（Acidothermales）
  1. 热酸菌科（Acidothermaceae）
2. 放线菌目（Actinomycetales）
  1. 放线菌科（Actinomycetaceae）
  2. 科未定
3. 双歧杆菌目（Bifidobacteriales）
  1. 双歧杆菌科（Bifidobacteriaceae）
4. 细链孢菌目（Catenulisporales）
  1. 丛生放线菌科（Actinospicaceae）
  2. 细链孢菌科（Catenulisporaceae）
5. 隐孢囊菌目（Cryptosporangiales）
  1. 隐孢囊菌科（Cryptosporangiaceae）
6. 弗兰克氏菌目（Frankiales）
  1. 弗兰克氏菌科（Frankiaceae）
  2. Vallicoccaceae
7. 地嗜皮菌目（Geodermatophilales）
  1. 天然洞穴球菌科（Antricoccaceae）
  2. 地嗜皮菌科（Geodermatophilaceae）
8. 糖霉菌目（Glycomycetales）
  1. 糖霉菌科（Glycomycetaceae）
9. 居麻疯树菌目（Jatrophihabitantales）
  1. 居麻疯树菌科（Jatrophihabitantaceae）
10. 姜氏菌目（Jiangellales）
  1. 姜氏菌科（Jiangellaceae）
11. 動孢菌目（Kineosporiales）
  1. 動孢菌科（Kineosporiaceae）
12. 北里孢菌目（Kitasatosporales）
  1. 链霉菌科（Streptomycetaceae）
13. 微球菌目（Micrococcales）
  1. 获山氏菌科（Beutenbergiaceae）
  2. 博戈里亞湖菌科（Bogoriellaceae）
  3. 短杆菌科（Brevibacteriaceae）
  4. 纤维单胞菌科（Cellulomonadaceae）
  5. 去甲基醌菌科（Demequinaceae）
  6. 皮杆菌科（Dermabacteraceae）
  7. 皮生球菌科（Dermacoccaceae）
  8. 嗜皮菌科（Dermatophilaceae）
  9. 间孢囊菌科（Intrasporangiaceae）
  10. 琼斯氏菌科（Jonesiaceae）
  11. 皮球菌科（Kytococcaceae）
  12. 微杆菌科（Microbacteriaceae）
  13. 微球菌科（Micrococcaceae）
  14. 鸟氨酸微菌科（Ornithinimicrobiaceae）
  15. 原小单孢菌科（Promicromonosporaceae）
  16. 稀有杆菌科（Rarobacteraceae）
  17. 阮氏菌科（Ruaniaceae）
  18. 科未定
14. 小单孢菌目（Micromonosporales）
  1. 小单孢菌科（Micromonosporaceae）
15. 运动杆菌目（Motilibacterales）
  1. 运动杆菌科（Motilibacteraceae）
16. 分枝杆菌目（Mycobacteriales）
  1. 棒状杆菌科（Corynebacteriaceae）
  2. 迪茨氏菌科（Dietziaceae）
  3. 戈登氏菌科（Gordoniaceae）
  4. 保罗劳森菌科（Lawsonellaceae）
  5. 分枝杆菌科（Mycobacteriaceae）
  6. 诺卡氏菌科（Nocardiaceae）
  7. 慢反应脂肪酸菌科（Segniliparaceae）
  8. 冢村氏菌科（Tsukamurellaceae）
17. 中村氏菌目（Nakamurellales）
  1. 中村氏菌科（Nakamurellaceae）
18. 丙酸杆菌目（Propionibacteriales）
  1. 放线多形菌科（Actinopolymorphaceae）
  2. 克里布所菌科（Kribbellaceae）
  3. 类诺卡氏菌科（Nocardioidaceae）
  4. 丙酸杆菌科（Propionibacteriaceae）
19. 伪诺卡氏菌目（Pseudonocardiales）
  1. 伪诺卡氏菌科（Pseudonocardiaceae）
20. 孢鱼菌目（Sporichthyales）
  1. 孢鱼菌科（Sporichthyaceae）
21. 孢囊菌目（Streptosporangiales）
  1. 拟诺卡氏菌科（Nocardiopsidaceae）
  2. 孢囊菌科（Streptosporangiaceae）
  3. 高温单孢菌科（Thermomonosporaceae）
  4. 特热邦菌科（Treboniaceae）
  5. 科未定

### 红蝽菌纲（Coriobacteriia）
1. Anaerosomatales
  1. Anaerosomataceae
2. 红蝽菌目（Coriobacteriales）
  1. 奇异菌科（Atopobiaceae）
  2. 红蝽菌科（Coriobacteriaceae）
  3. 科未定
3. 伊格尔兹氏菌目（Eggerthellales）
  1. 伊格尔兹氏菌科（Eggerthellaceae）

### 腈基降解菌纲（Nitriliruptoria）
1. 生地所杆菌目（Egibacterales）
  1. 生地所杆菌科（Egibacteraceae）
2. 生地所球菌目（Egicoccales）
  1. 生地所球菌科（Egicoccaceae）
3. 尤泽比氏菌目（Euzebyales）
  1. 尤泽比氏菌科（Euzebyaceae）
4. 腈基降解菌目（Nitriliruptorales）
  1. 腈基降解菌科（Nitriliruptoraceae）
5. Salsipaludibacterales
  1. Salsipaludibacteraceae

### 红色杆菌纲（Rubrobacteria）
1. 红色杆菌目（Rubrobacterales）
  1. 红色杆菌科（Rubrobacteraceae）

### 嗜热油菌纲（Thermoleophilia）
1. 盖亚女神菌目（Gaiellales）
  1. 盖亚女神菌科（Gaiellaceae）
2. Miltoncostaeales
  1. Miltoncostaeaceae
3. 土壤红杆菌目（Solirubrobacterales）
  1. 长白山菌科（Baekduiaceae）
  2. Capillimicrobiaceae
  3. 束缚菌科（Conexibacteraceae）
  4. 副束缚菌科（Paraconexibacteraceae）
  5. 小土壤杆菌科（Parviterribacteraceae）
  6. 扩展杆菌科（Patulibacteraceae）
  7. 土壤红杆菌科（Solirubrobacteraceae）
4. 嗜热油菌目（Thermoleophilales）
  1. 嗜热油菌科（Thermoleophilaceae）

### 纲未定
1. 目未定
  1. 科未定

## 产水菌门（Aquificota）

### 产水菌纲（Aquificia）
1. 产水菌目（Aquificales）
  1. 产水菌科（Aquificaceae）
  2. 热产水菌科（Hydrogenothermaceae）
2. 硫还原小杆菌目（Desulfurobacteriales）
  1. 硫还原小杆菌科（Desulfurobacteriaceae）

## 装甲菌门（Armatimonadota）

### 装甲菌纲（Armatimonadia）
1. 装甲菌目（Armatimonadales）
  1. 装甲菌科（Armatimonadaceae）
2. 荚膜单胞菌目（Capsulimonadales）
  1. 荚膜单胞菌科（Capsulimonadaceae）

### 土地单胞菌纲（Chthonomonadia）
1. 土地单胞菌目（Chthonomonadales）
  1. 土地单胞菌科（Chthonomonadaceae）

### 伞单胞菌纲（Fimbriimonadia）
1. 伞单胞菌目（Fimbriimonadales）
  1. 伞单胞菌科（Fimbriimonadaceae）

### 纲未定
1. 目未定
  1. 科未定

## 暗黑菌门（Atribacterota）

### 暗黑菌纲（Atribacteria）
1. 暗黑菌目（Atribacterales）
  1. 暗黑菌科（Atribacteraceae）

## 芽孢杆菌门（Bacillota）

### 芽孢杆菌纲（Bacilli）
1. 核衣细菌目（Caryophanales）
  1. 脂环酸芽孢杆菌科（Alicyclobacillaceae）
  2. 芽孢杆菌科（Bacillaceae）
  3. 核衣细菌科（Caryophanaceae）
  4. 脱硫芽胞杆菌科（Desulfuribacillaceae）
  5. 李斯特菌科（Listeriaceae）
  6. 类芽孢杆菌科（Paenibacillaceae）
  7. 巴斯德氏菌科（Pasteuriaceae）
  8. 芽孢乳杆菌科（Sporolactobacillaceae）
  9. 葡萄球菌科（Staphylococcaceae）
  10. 热放线菌科（Thermoactinomycetaceae）
  11. 科未定
2. 乳杆菌目（Lactobacillales）
  1. 气球菌科（Aerococcaceae）
  2. 肉杆菌科（Carnobacteriaceae）
  3. 肠球菌科（Enterococcaceae）
  4. 乳杆菌科（Lactobacillaceae）
  5. 链球菌科（Streptococcaceae）
3. 目未定
  1. 科未定

### 梭菌纲（Clostridia）
1. 真细菌目（Eubacteriales）
  1. Aristaeellaceae
  2. 热粪杆菌科（Caldicoprobacteraceae）
  3. 克里斯滕森氏菌科（Christensenellaceae）
  4. 梭菌科（Clostridiaceae）
  5. 废水杆菌科（Defluviitaleaceae）
  6. 脱亚硫酸菌科（Desulfitobacteriaceae）
  7. 真细菌科（Eubacteriaceae）
  8. 纤细杆菌科（Gracilibacteraceae）
  9. 太阳杆菌科（Heliobacteriaceae）
  10. 毛螺菌科（Lachnospiraceae）
  11. 颤螺菌科（Oscillospiraceae）
  12. 消化球菌科（Peptococcaceae）
  13. 嗜胨菌科（Peptoniphilaceae）
  14. 消化链球菌科（Peptostreptococcaceae）
  15. 噬蛋白质菌科（Proteinivoracaceae）
  16. 共生小杆菌科（Symbiobacteriaceae）
  17. 互营单胞菌科（Syntrophomonadaceae）
  18. 溪谷杆菌科（Vallitaleaceae）
  19. 解木聚糖杆状菌科（Xylanivirgaceae）
  20. 科未定
2. 盐厌氧菌目（Halanaerobiales）
  1. 盐厌氧菌科（Halanaerobiaceae）
  2. 盐拟杆菌科（Halobacteroidaceae）
  3. 科未定
3. Koleobacterales
  1. Koleobacteraceae
4. 盐碱厌氧菌目（Natranaerobiales）
  1. 盐碱厌氧菌科（Natranaerobiaceae）
  2. Natranaerofabaceae
5. 热厌氧菌目（Thermoanaerobacterales）
  1. 热厌氧菌科（Thermoanaerobacteraceae）
  2. 热脱硫菌科（Thermodesulfobiaceae）
  3. 赵一章菌科（Zhaonellaceae）
  4. 科未定
6. 热沉积物菌目（Thermosediminibacterales）
  1. 温暖厌氧杆菌科（Tepidanaerobacteraceae）
  2. 热沉积物菌科（Thermosediminibacteraceae）
7. 蒂西耶氏菌目（Tissierellales）
  1. Acidilutibacteraceae
  2. 戈特沙尔克氏菌科（Gottschalkiaceae）
  3. 蒂西耶氏菌科（Tissierellaceae）
8. 目未定
  1. 科未定

### 吸血蠓杆菌纲（Culicoidibacteria）
1. 吸血蠓杆菌目（Culicoidibacterales）
  1. 吸血蠓杆菌科（Culicoidibacteraceae）

### 丹毒丝菌纲（Erysipelotrichia）
1. 丹毒丝菌目（Erysipelotrichales）
  1. 粪杆菌科（Coprobacillaceae）
  2. 丹毒丝菌科（Erysipelotrichaceae）
  3. 苏黎世杆菌科（Turicibacteraceae）

### 湖线菌纲（Limnochordia）
1. 湖线菌目（Limnochordales）
  1. 湖线菌科（Limnochordaceae）

### 厚壁菌纲（Negativicutes）
1. 氨基酸球菌目（Acidaminococcales）
  1. 氨基酸球菌科（Acidaminococcaceae）
2. 月形单孢菌目（Selenomonadales）
  1. 月形单孢菌科（Selenomonadaceae）
  2. 香蕉孢菌科（Sporomusaceae）
3. 韦荣氏菌目（Veillonellales）
  1. 韦荣氏菌科（Veillonellaceae）

### 热石杆菌纲（Thermolithobacteria）
1. 热石杆菌目（Thermolithobacterales）
  1. 热石杆菌科（Thermolithobacteraceae）

### 纲未定
1. 目未定
  1. 科未定

## 拟杆菌门（Bacteroidota）

### 拟杆菌纲（Bacteroidia）
1. 拟杆菌目（Bacteroidales）
  1. 拟杆菌科（Bacteroidaceae）
  2. 浴室胞菌科（Balneicellaceae）
  3. 巴恩斯氏菌科（Barnesiellaceae）
  4. 营发酵单胞菌科（Dysgonomonadaceae）
  5. 慢生微菌科（Lentimicrobiaceae）
  6. 海丝菌科（Marinifilaceae）
  7. 海滑菌科（Marinilabiliaceae）
  8. 鼠杆状菌科（Muribaculaceae）
  9. 臭气杆菌科（Odoribacteraceae）
  10. 栖泥沼杆菌科（Paludibacteraceae）
  11. 紫单胞菌科（Porphyromonadaceae）
  12. 普雷沃氏菌科（Prevotellaceae）
  13. 伸长杆菌科（Prolixibacteraceae）
  14. 理研菌科（Rikenellaceae）
  15. 盐分枝菌科（Salinivirgaceae）
  16. 坦纳氏菌科（Tannerellaceae）
  17. Tenuifilaceae
  18. 威廉惠特曼菌科（Williamwhitmaniaceae）
  19. 科未定

### 噬几丁质菌纲（Chitinophagia）
1. 噬几丁质菌目（Chitinophagales）
  1. 噬几丁质菌科（Chitinophagaceae）

### 噬纤维菌纲（Cytophagia）
1. 噬纤维菌目（Cytophagales）
  1. 贝尔纳代氏菌科（Bernardetiaceae）
  2. 卡特琳娜岛单胞菌科（Catalinimonadaceae）
  3. 印科工杆菌科（Cesiribacteraceae）
  4. 圆杆菌科（Cyclobacteriaceae）
  5. 噬纤维菌科（Cytophagaceae）
  6. 火色杆菌科（Flammeovirgaceae）
  7. 屈挠杆菌科（Flexibacteraceae）
  8. 黄褐杆菌科（Fulvivirgaceae）
  9. 薄层杆菌科（Hymenobacteraceae）
  10. Mangrovivirgaceae
  11. 居海杆状菌科（Marivirgaceae）
  12. 微颤菌科（Microscillaceae）
  13. 戈登摩尔基金菌科（Mooreiaceae）
  14. 桃色杆菌科（Persicobacteraceae）
  15. 雷尼氏菌科（Raineyaceae）
  16. 赖兴巴赫氏菌科（Reichenbachiellaceae）
  17. 粉红杆状菌科（Roseivirgaceae）
  18. Shiellaceae
  19. 螺状菌科（Spirosomataceae）
  20. 热屈挠杆菌科（Thermoflexibacteraceae）
  21. 栖热线菌（Thermonemataceae）
  22. 科未定

### 黄杆菌纲（Flavobacteriia）
1. 黄杆菌目（Flavobacteriales）
  1. 蟑螂杆状体科（Blattabacteriaceae）
  2. 藏红花黄色线菌科（Crocinitomicaceae）
  3. 冷形菌科（Cryomorphaceae）
  4. 黄杆菌科（Flavobacteriaceae）
  5. 鱼杆菌科（Ichthyobacteriaceae）
  6. Parvicellaceae
  7. 施莱费尔氏菌科（Schleiferiaceae）
  8. 威克斯氏菌科（Weeksellaceae）
  9. 科未定
2. 目未定
  1. 科未定

### 腐败螺旋菌纲（Saprospiria）
1. 腐败螺旋菌目（Saprospirales）
  1. 赖文氏菌科（Lewinellaceae）
  2. 腐败螺旋菌科（Saprospiraceae）

### 鞘氨醇杆菌纲（Sphingobacteriia）
1. 鞘氨醇杆菌目（Sphingobacteriales）
  1. Aurantibacillaceae
  2. 线杆状菌科（Filobacteriaceae）
  3. 鞘氨醇杆菌科（Sphingobacteriaceae）
  4. 科未定

### 纲未定
1. 目未定
  1. 科未定

## 巴纽尔斯菌门（Balneolota）

### 巴纽尔斯菌纲（Balneolia）
1. 巴纽尔斯菌目（Balneolales）
  1. 巴纽尔斯菌科（Balneolaceae）
  2. Cyclonatronaceae
  3. 苏尔特菌科（Soortiaceae）

## 暖丝菌门（Caldisericota）

### 暖丝菌纲（Caldisericia）
1. 暖丝菌目（Caldisericales）
  1. 暖丝菌科（Caldisericaceae）

## 暖发菌门（Calditrichota）

### 暖发菌纲（Calditrichia）
1. 暖发菌目（Calditrichales）
  1. 暖发菌科（Calditrichaceae）

### 纲未定
1. 目未定
  1. 科未定

## 衣原体门（Chlamydiota）

### 衣原体纲（Chlamydiia）
1. 衣原体目（Chlamydiales）
  1. 衣原体目（Chlamydiaceae）
  2. 副衣原体科（Parachlamydiaceae）
  3. 芯卡体科（Simkaniaceae）
  4. 华诊体科（Waddliaceae）
  5. 科未定

## 绿菌门（Chlorobiota）

### 绿菌纲（Chlorobiia）
1. 绿菌目（Chlorobiales）
  1. 绿菌科（Chlorobiaceae）

### 懒杆菌纲（Ignavibacteria）
1. 懒杆菌目（Ignavibacteriales）
  1. 懒杆菌科（Ignavibacteriaceae）
  2. 超杆菌科（Melioribacteraceae）

## 绿弯菌门（Chloroflexota）

### 厌氧绳菌纲（Anaerolineae）
1. 聚集线菌目（Aggregatilineales）
  1. 聚集线菌科（Aggregatilineaceae）
2. 厌氧绳菌目（Anaerolineales）
  1. 厌氧绳菌科（Anaerolineaceae）
  2. 科未定
3. 目未定
  1. 科未定

### 热链菌纲（Ardenticatenia）
1. 热链菌目（Ardenticatenales）
  1. 热链菌科（Ardenticatenaceae）

### 暖绳菌纲（Caldilineae）
1. 暖绳菌目（Caldilineales）
  1. 暖绳菌科（Caldilineaceae）

### 绿弯菌纲（Chloroflexia）
1. 绿弯菌目（Chloroflexales）
  1. 绿弯菌科（Chloroflexaceae）
  2. 颤绿菌科（Oscillochloridaceae）
  3. 红弯曲菌科（Roseiflexaceae）
  4. 科未定
2. 爬管菌目（Herpetosiphonales）
  1. 爬管菌科（Herpetosiphonaceae）
3. 细美菌目（Kallotenuales）
  1. 细美菌科（Kallotenuaceae）

### 脱卤球菌纲（Dehalococcoidia）
1. 脱卤球菌目（Dehalococcoidales）
  1. 脱卤球菌科（Dehalococcoidaceae）
  2. 科未定

### 纤线杆菌纲（Ktedonobacteria）
1. 纤线杆菌目（Ktedonobacterales）
  1. 网状杆菌科（Dictyobacteraceae）
  2. 纤线杆菌科（Ktedonobacteraceae）
  3. 细枝产孢菌科（Ktedonosporobacteraceae）
  4. Reticulibacteraceae
  5. 热孢丝菌科（Thermosporotrichaceae）
2. 嗜热芽殖孢菌目（Thermogemmatisporales）
  1. 嗜热芽殖孢菌科（Thermogemmatisporaceae）

### 温美人菌纲（Tepidiformia）
1. 温美人菌目（Tepidiformales）
  1. 温美人菌科（Tepidiformaceae）

### 热弯菌纲（Thermoflexia）
1. 热弯菌目（Thermoflexales）
  1. 热弯菌科（Thermoflexaceae）

### 纲未定
1. 目未定
  1. 科未定

## 产金菌门（Chrysiogenota）

### 产金菌纲（Chrysiogenia）
1. 产金菌目（Chrysiogenales）
  1. 产金菌科（Chrysiogenaceae）

## 栖热粪杆菌门（Coprothermobacterota）

### 栖热粪杆菌纲（Coprothermobacteria）
1. 栖热粪杆菌目（Coprothermobacterales）
  1. 栖热粪杆菌科（Coprothermobacteraceae）

## 蓝菌门（Cyanobacteriota）
漢語“藻”字可指多種水生光合產氧生物，包括多枝互不相關的原生生物甚至高等水生植物。但此處仍按照“藻”翻譯此門的細菌，也可依據個人理念將名稱定爲“某菌”或“某藍菌”，但應注意避免與其餘細菌重名。

### 蓝菌纲（Cyanophyceae）
1. Acaryochloridales
  1. Acaryochloridaceae
  2. 嗜热聚球藻菌科（Thermosynechococcaceae）
2. 色球藻目（Chroococcales）
  1. 隐杆藻科（Aphanothecaceae）
  2. 色球藻科（Chroococcaceae）
  3. 石囊藻科（Entophysalidaceae）
  4. 双囊藻科（Geminocystaceae）
  5. 真囊球藻科（Gomphosphaeriaceae）
  6. 微囊藻科（Microcystaceae）
  7. Skujapeltaceae
  8. 科未定
3. 拟色球藻目（Chroococcidiopsidales）
  1. 拟色球藻科（Chroococcidiopsidaceae）
  2. 科未定
4. 束鞘藻目（Coleofasciculales）
  1. 束鞘藻科（Coleofasciculaceae）
  2. 威氏藻科（Wilmottiaceae）
5. 沙丝藻目（Desertifilales）
  1. 沙丝藻科（Desertifilaceae）
6. 盖丝藻目Geitlerinematales
  1. 盖丝藻科Geitlerinemataceae
7. Gloeomargaritales
  1. Gloeomargaritaceae
8. 戈芒藻目（Gomontiellales）
  1. 戈芒藻科（Gomontiellaceae）
  2. Konicacronemataceae
9. 细鞘丝藻目（Leptolyngbyales）
  1. 细鞘丝藻科（Leptolyngbyaceae）
  2. 新聚球藻菌科（Neosynechococcaceae）
  3. Trichocoleaceae
10. 节线藻目（Nodosilineales）
  1. Cymatolegaceae
  2. 节线藻科（Nodosilineaceae）
11. 念珠藻目（Nostocales）
  1. 双线藻科（Borzinemataceae）
  2. 眉藻科（Calotrichaceae）
  3. 蒴链藻科（Capsosiraceae）
  4. 绿胶蓝菌科（Chlorogloeopsidaceae）
  5. Dapisostemonaceae
  6. Godleyaceae
  7. 软管藻科（Hapalosiphonaceae）
  8. Heteroscytonemataceae
  9. 节球藻科（Nodulariaceae）
  10. 念珠藻科（Nostocaceae）
  11. Rhizonemataceae
  12. 胶须藻科（Rivulariaceae）
  13. 伪枝藻科（Scytonemataceae）
  14. 真枝藻科（Stigonemataceae）
  15. 单歧藻科（Tolypotrichaceae）
  16. 科未定
12. Oculatellales
  1. Oculatellaceae
13. 颤藻目（Oscillatoriales）
  1. 气丝藻科（Aerosakkonemataceae）
  2. 博氏藻科（Borziaceae）
  3. 蓝藻科（Cyanothecaceae）
  4. 葛万藻科（Girvanellaceae）
  5. 须藻科（Homoeotrichaceae）
  6. Laspinemataceae
  7. 微鞘藻科（Microcoleaceae）
  8. 颤藻科（Oscillatoriaceae）
  9. 席藻科（Phormidiaceae）
  10. Sirenicapillariaceae
  11. Vermifilaceae
  12. 科未定
14. 泥线菌目（Pelonematales）
  1. 泥线菌科（Pelonemataceae）
15. 宽球藻目（Pleurocapsales）
  1. 水球藻科（Hydrococcaceae）
  2. 蓝枝藻科（Hyellaceae）
  3. Leuconemataceae
  4. 宽球藻科（Pleurocapsaceae）
  5. 异球藻科（Xenococcaceae）
  6. 科未定
16. 螺旋藻目（Spirulinales）
  1. Lusitaniellaceae
  2. 螺旋藻科（Spirulinaceae）
17. Thermostichales
  1. Thermostichaceae
18. 目未定
  1. Alternantiaceae
  2. Camptotrichaceae
  3. 附枝藻科（Epiphytaceae）
  4. 科未定

## 脱铁杆菌门（Deferribacterota）

### 脱铁杆菌纲（Deferribacteres）
1. 脱铁杆菌目（Deferribacterales）
  1. 脱铁杆菌科（Deferribacteraceae）
  2. Deferrivibrionaceae
  3. 地弧菌科（Geovibrionaceae）

## 異常球菌門（Deinococcota）

### 异常球菌纲（Deinococci）
1. 异常球菌目（Deinococcales）
  1. 异常球菌科（Deinococcaceae）
2. 栖热菌目（Thermales）
  1. 栖热菌科（Thermaceae）
3. 特吕珀菌目（Trueperales）
  1. 特吕珀菌科（Trueperaceae）
4. 目未定
  1. 科未定

## 网团菌门（Dictyoglomerota）

### 网团菌纲（Dictyoglomeria）
1. 网团菌目（Dictyoglomerales）
  1. 网球菌科（Dictyoglomeraceae）

## 迷踪菌门（Elusimicrobiota）

### 迷踪菌纲（Elusimicrobia）
1. 迷踪菌目（Elusimicrobiales）
  1. 迷踪菌科（Elusimicrobiaceae）
2. 目未定
  1. 科未定

### 内生微菌纲（Endomicrobiia）
1. 内生微菌目（Endomicrobiales）
  1. 内生微菌科（Endomicrobiaceae）
  2. 科未定

## 纤维杆菌门（Fibrobacterota）

### 几丁质螺菌纲（Chitinispirillia）
1. 几丁质螺菌目（Chitinispirillales）
  1. 几丁质螺菌科（Chitinispirillaceae）

### 几丁质弧菌纲（Chitinivibrionia）
1. 几丁质弧菌目（Chitinivibrionales）
  1. 几丁质弧菌科（Chitinivibrionaceae）

### 纤维杆菌纲（Fibrobacteria）
1. 纤维杆菌目（Fibrobacterales）
  1. 纤维杆菌科（Fibrobacteraceae）

## 梭杆菌门（Fusobacteriota）

### 梭杆菌纲（Fusobacteriia）
1. 梭杆菌目（Fusobacteriales）
  1. 梭杆菌科（Fusobacteriaceae）
  2. Haliovirgaceae
  3. 纤毛菌科（Leptotrichiaceae）

## 芽单胞菌门（Gemmatimonadota）

### 芽单胞菌纲（Gemmatimonadia）
1. 芽单胞菌目（Gemmatimonadales）
  1. 芽单胞菌科（Gemmatimonadaceae）

### 长微菌纲（Longimicrobiia）
1. 长微菌目（Longimicrobiales）
  1. 长微菌科（Longimicrobiaceae）

## 圣诞岛盐菌门（Kiritimatiellota）

### 圣诞岛盐菌（Kiritimatiellia）
1. 圣诞岛盐菌（Kiritimatiellales）
  1. 圣诞岛盐菌（Kiritimatiellaceae）
  2. 黑海菌科（Pontiellaceae）
2. 目未定
  1. 科未定

### 童第周菌纲（Tichowtungiia）
1. 童第周菌目（Tichowtungiales）
  1. 童第周菌科（Tichowtungiaceae）

## 黏胶球形菌门（Lentisphaerota）

### 黏胶球形菌纲（Lentisphaeria）
1. 黏胶球形菌目（Lentisphaerales）
  1. 黏胶球形菌科（Lentisphaeraceae）
2. 食物谷菌目（Victivallales）
  1. 食物谷菌科（Victivallaceae）
3. 目未定

### 寡球形菌纲（Oligosphaeria）
1. 寡球形菌目（Oligosphaerales）
  1. 寡球形菌科（Oligosphaeraceae）

## 支原体门（Mycoplasmatota）

### 柔膜菌纲（Mollicutes）
1. 无胆甾原体目（Acholeplasmatales）
  1. 无胆甾原体科（Acholeplasmataceae）
2. 厌氧原体目（Anaeroplasmatales）
  1. 厌氧原体科（Anaeroplasmataceae）
3. 盐浆体目（Haloplasmatales）
  1. 盐浆体科（Haloplasmataceae）
4. 支原体目（Mycoplasmatales）
  1. 支原体科（Mycoplasmataceae）
  2. 螺原体科（Spiroplasmataceae）
5. 拟支原体目（Mycoplasmoidales）
  1. 类支原体科（Metamycoplasmataceae）
  2. 拟支原体科（Mycoplasmoidaceae）
6. 目未定
  1. 科未定

## 硝化刺菌门（Nitrospinota）

### 硝化刺菌纲（Nitrospinia）
1. 硝化刺菌目（Nitrospinales）
  1. 硝化刺菌科（Nitrospinaceae）

### 纲未定
1. 目未定
  1. 科未定

## 硝化螺旋菌门（Nitrospirota）

### 硝化螺旋菌纲Nitrospiria
1. 硝化螺旋菌目Nitrospirales
  1. 硝化螺旋菌科Nitrospiraceae
  2. 科未定

### 热脱硫弧菌纲（Thermodesulfovibrionia）
1. 热脱硫弧菌目（Thermodesulfovibrionales）
  1. Dissulfurispiraceae
  2. 热脱硫弧菌科（Thermodesulfovibrionaceae）

### 纲未定
1. 目未定
  1. 科未定

## 浮霉菌门（Planctomycetota）

### 海藻球形菌纲（Phycisphaerae）
1. 海藻球形菌目（Phycisphaerales）
  1. 海藻球形菌科（Phycisphaeraceae）
2. 沉积物球形菌目（Sedimentisphaerales）
  1. 厌氧嗜盐球菌科（Anaerohalosphaeraceae）
  2. 沉积物球形菌科（Sedimentisphaeraceae）
3. 中高温球形菌目（Tepidisphaerales）
  1. 中高温球形菌科（Tepidisphaeraceae）
  2. 科未定

### 浮霉菌纲（Planctomycetia）
1. 出芽菌目（Gemmatales）
  1. 出芽菌科（Gemmataceae）
  2. 科未定
2. 等球菌目（Isosphaerales）
  1. 等球菌科（Isosphaeraceae）
3. 小梨形菌目（Pirellulales）
  1. 栖湖小梨形菌科（Lacipirellulaceae）
  2. 小梨形菌科（Pirellulaceae）
  3. 嗜热液口滴状菌科（Thermoguttaceae）
4. 浮霉菌目（Planctomycetales）
  1. 浮霉菌科（Planctomycetaceae）
  2. 科未定

### 纲未定
1. 目未定
  1. 科未定

## 变形菌门（Pseudomonadota）

### 酸硫杆状菌纲（Acidithiobacillia）
1. 酸硫杆状菌目（Acidithiobacillales）
  1. 酸硫杆状菌科（Acidithiobacillaceae）
  2. 热硫杆状菌科（Thermithiobacillaceae）

### α-变形菌纲（Alphaproteobacteria）
1. 柄杆菌目（Caulobacterales）
  1. 柄杆菌科（Caulobacteraceae）
  2. 生丝单胞菌科（Hyphomonadaceae）
  3. 海茎状菌科（Maricaulaceae）
  4. 科未定
2. 海洋菌保杆菌目（Emcibacterales）
  1. 海洋菌保杆菌科（Emcibacteraceae）
3. 全孢螺菌目（Holosporales）
  1. 全孢螺菌科（Holosporaceae）
4. 生丝微菌目（Hyphomicrobiales）
  1. 河口短杆菌科（Aestuariivirgaceae）
  2. 阿菲夫氏菌科（Afifellaceae）
  3. 阿伦斯氏菌科（Ahrensiaceae）
  4. 林杆菌科（Alsobacteraceae）
  5. 无形杆菌科（Amorphaceae）
  6. 臂微菌科（Ancalomicrobiaceae）
  7. 橙单胞菌科（Aurantimonadaceae）
  8. 巴通体科（Bartonellaceae）
  9. 拜叶林克氏菌科（Beijerinckiaceae）
  10. 芽生绿菌科（Blastochloridaceae）
  11. 博斯氏菌科（Boseaceae）
  12. 布罗汉菌科（Breoghaniaceae）
  13. 布鲁氏菌科（Brucellaceae）
  14. 螯合球菌科（Chelatococcaceae）
  15. 黏着杆菌科（Cohaesibacteraceae）
  16. 德沃斯氏菌科（Devosiaceae）
  17. 生丝微菌科（Hyphomicrobiaceae）
  18. 凯斯特亚菌科（Kaistiaceae）
  19. 地衣杆菌科（Lichenibacteriaceae）
  20. 栖地衣菌科（Lichenihabitantaceae）
  21. 甲基杆菌科（Methylobacteriaceae）
  22. 甲基孢囊菌科（Methylocystaceae）
  23. 硝化杆菌科（Nitrobacteraceae）
  24. 背尖贝杆菌科（Notoacmeibacteraceae）
  25. 细小棒菌科（Parvibaculaceae）
  26. 水箱杆菌科（Phreatobacteraceae）
  27. 叶杆菌科（Phyllobacteriaceae）
  28. 多形单胞菌科（Pleomorphomonadaceae）
  29. 假黄杆菌科（Pseudoxanthobacteraceae）
  30. 好气杆菌科（Rhabdaerophilaceae）
  31. 根瘤菌科（Rhizobiaceae）
  32. 红菌科（Rhodobiaceae）
  33. 粉色弓形菌科（Roseiarcaceae）
  34. 盐矿单胞科（Salinarimonadaceae）
  35. 慢生苍白杆菌科（Segnochrobactraceae）
  36. 斯塔普氏菌科（Stappiaceae）
  37. 温暖无形杆菌科（Tepidamorphaceae）
  38. 黄色杆菌科（Xanthobacteraceae）
  39. 科未定
5. 碘化物单胞菌目（Iodidimonadales）
  1. 碘化物单胞菌科（Iodidimonadaceae）
6. 柯迪单胞菌目（Kordiimonadales）
  1. 柯迪单胞菌科（Temperatibacteraceae）
7. 磁球菌目（Magnetococcales）
  1. 磁球菌科（Magnetococcaceae）
8. 深海弯曲杆菌目（Mariprofundales）
  1. 深海弯曲杆菌科（Mariprofundaceae）
  2. 科未定
9. 微消化菌目（Micropepsales）
  1. 微消化菌科（Micropepsaceae）
10. 吴敏菌目（Minwuiales）
  1. 吴敏菌科（Minwuiaceae）
11. 红细菌目（Rhodobacterales）
  1. 新巨大线菌科（Neomegalonemataceae）
  2. 副球菌科（Paracoccaceae）
  3. 玫瑰杆菌科（Roseobacteraceae）
12. 红螺菌目（Rhodospirillales）
  1. 醋杆菌科（Acetobacteraceae）
  2. 固氮螺菌科（Azospirillaceae）
  3. 双生球菌科（Geminicoccaceae）
  4. 基尔螺菌科（Kiloniellaceae）
  5. 莱朗杆菌科（Reyranellaceae）
  6. 红螺菌科（Rhodospirillaceae）
  7. 红弧菌科（Rhodovibrionaceae）
  8. 星状菌科（Stellaceae）
  9. 寺崎氏菌科（Terasakiellaceae）
  10. 深海杆状菌科（Thalassobaculaceae）
  11. 海旋菌科（Thalassospiraceae）
  12. 扎瓦尔津氏菌科（Zavarziniaceae）
  13. 科未定
13. 红海菌目（Rhodothalassiales）
  1. 红海菌科（Rhodothalassiaceae）
14. 立克次体目（Rickettsiales）
  1. 埃里希氏体科（Ehrlichiaceae）
  2. 立克次体科（Rickettsiaceae）
  3. 科未定
15. 斯尼斯氏菌目（Sneathiellales）
  1. 斯尼斯氏菌科（Sneathiellaceae）
16. 鞘脂单胞菌目（Sphingomonadales）
  1. 赤杆菌科（Erythrobacteraceae）
  2. 鞘脂单胞菌科（Sphingomonadaceae）
  3. 鞘氨醇胞菌科（Sphingosinicellaceae）
  4. 发酵单胞菌科（Zymomonadaceae）
  5. 科未定
17. 目未定
  1. 科未定

### β-变形菌纲（Betaproteobacteria）
1. 伯克氏菌目（Burkholderiales）
  1. 产碱菌科（Alcaligenaceae）
  2. 伯克氏菌科（Burkholderiaceae）
  3. 丛毛单胞菌科（Comamonadaceae）
  4. 草酸杆菌科（Oxalobacteraceae）
  5. 萨特氏菌科（Sutterellaceae）
  6. 科未定
2. 奈瑟菌目（Neisseriales）
  1. 色杆菌科（Chromobacteriaceae）
  2. 奈瑟菌科（Neisseriaceae）
3. 亚硝化单胞菌目（Nitrosomonadales）
  1. 嘉利翁氏菌科（Gallionellaceae）
  2. 嗜甲基菌科（Methylophilaceae）
  3. 亚硝化单胞菌科（Nitrosomonadaceae）
  4. 螺菌科（Spirillaceae）
  5. 甾醇杆菌科（Sterolibacteriaceae）
  6. 硫胞菌科（Sulfuricellaceae）
  7. 硫杆菌科（Thiobacillaceae）
  8. Usitatibacteraceae
4. 红环菌目（Rhodocyclales）
  1. 固氮捲菌科（Azonexacea）
  2. 河水杆菌科（Fluviibacteraceae）
  3. 红环菌科（Rhodocyclaceae）
  4. 动胶菌科（Zoogloeaceae）
5. 目未定
  1. 中科院微菌科（Casimicrobiaceae）
  2. 科未定

### δ-变形菌纲（Deltaproteobacteria）
1. 慢生单胞菌目（Bradymonadales）
  1. 慢生单胞菌科（Bradymonadaceae）
  2. Microvenatoraceae
2. 铁还原体目（Deferrisomatales）
  1. 铁还原体科（Deferrisomataceae）
3. 脱硫盒菌目（Desulfarculales）
  1. 脱硫盒菌科（Desulfarculaceae）
4. 脱硫杆菌目（Desulfobacterales）
  1. 脱硫杆菌科（Desulfobacteraceae）
  2. 脱硫葱状菌科（Desulfobulbaceae）
  3. Desulfosudaceae
  4. Thiovibrionaceae
  5. 科未定
5. 脱硫弧菌目（Desulfovibrionales）
  1. 脱硫盐菌科（Desulfohalobiaceae）
  2. 脱硫微菌科（Desulfomicrobiaceae）
  3. 脱硫盐碱杆菌科（Desulfonatronaceae）
  4. 脱硫弧菌科（Desulfovibrionaceae）
6. 硫还原菌目（Desulfurellales）
  1. 硫还原菌科（Desulfurellaceae）
7. 除硫单胞菌目（Desulfuromonadales）
  1. 除硫单胞菌科（Desulfuromonadaceae）
  2. 地杆菌科（Geobacteraceae）
  3. Syntrophotaleaceae
8. 硫歧化杆菌目（Dissulfuribacterales）
  1. 硫歧化杆菌科（Dissulfuribacteraceae）
9. 黏球菌目（Myxococcales）
  1. 厌氧黏杆菌科（Anaeromyxobacteraceae）
  2. 原囊黏菌科（Archangiaceae）
  3. 克夫勒氏菌科（Kofleriaceae）
  4. 黏球菌科（Myxococcaceae）
  5. 侏囊菌科（Nannocystaceae）
  6. 多囊菌科（Polyangiaceae）
  7. 橙色菌科（Sandaracinaceae）
  8. 流行杆菌科（Vulgatibacteraceae）
  9. 科未定
10. 互营杆菌目（Syntrophobacterales）
  1. 互营菌科（Syntrophaceae）
  2. 互营杆菌科（Syntrophobacteraceae）
11. 互养棍状菌目（Syntrophorhabdales）
  1. 互养棍状菌科（Syntrophorhabdaceae）
12. 目未定
  1. 科未定

### ε-变形菌（Epsilonproteobacteria）
1. 弯曲菌目（Campylobacterales）
  1. 弓形菌科（Arcobacteraceae）
  2. 弯曲菌科（Campylobacteraceae）
  3. 螺杆菌科（Helicobacteraceae）
  4. 氢单胞菌科（Hydrogenimonadaceae）
2. 鹦鹉螺菌目（Nautiliales）
  1. 鹦鹉螺菌科（Nautiliaceae）
3. 目未定
  1. 反硝化菌科（Nitratiruptoraceae）
  2. 科未定

### γ-变形菌纲（Gammaproteobacteria）
1. 嗜酸铁氧化杆菌目（Acidiferrobacterales）
  1. 嗜酸铁氧化杆菌科（Acidiferrobacteraceae）
2. 气单胞菌目（Aeromonadales）
  1. 气单胞菌科（Aeromonadaceae）
  2. 琥珀酸弧菌科（Succinivibrionaceae）
3. 交替单胞菌目（Alteromonadales）
  1. 交替单胞菌科（Alteromonadaceae）
  2. 快泳动单胞菌科（Celerinatantimonadaceae）
  3. 科尔韦氏菌科（Colwelliaceae）
  4. 铁还原单胞菌科（Ferrimonadaceae）
  5. 海源菌科（Idiomarinaceae）
  6. 摩替亚氏菌科（Moritellaceae）
  7. 假交替單胞菌科（Pseudoalteromonadaceae）
  8. 冷单胞菌科（Psychromonadaceae）
  9. 希瓦氏菌科（Shewanellaceae）
  10. 科未定
4. 砂胞菌目（Arenicellales）
  1. 砂胞菌科（Arenicellaceae）
  2. 科未定
5. 贝日阿托氏菌目（Beggiatoales）
  1. 无色菌科（Achromatiaceae）
  2. 贝日阿托氏菌科（Beggiatoaceae）
  3. 苛求杆菌科（Fastidiosibacteraceae）
  4. 弗朗西斯菌科（Francisellaceae）
  5. 亮发菌科（Leucotrichaceae）
  6. 鱼立克次氏体科（Piscirickettsiaceae）
6. 心杆菌目（Cardiobacteriales）
  1. 心杆菌科（Cardiobacteriaceae）
  2. 依格纳季氏菌科（Ignatzschineriaceae）
  3. 牡蛎杆菌科（Ostreibacteriaceae）
7. 纤维弧菌目（Cellvibrionales）
  1. 纤维弧菌科（Cellvibrionaceae）
  2. 海仙菌科（Halieaceae）
  3. 微泡菌科（Microbulbiferaceae）
  4. 港口球菌科（Porticoccaceae）
  5. 海绵杆菌科（Spongiibacteraceae）
8. 着色菌目（Chromatiales）
  1. 着色菌科（Chromatiaceae）
  2. 外硫红螺旋菌科（Ectothiorhodospiraceae）
  3. 颗粒状球菌科（Granulosicoccaceae）
  4. 盐红螺旋菌科（Halorhodospiraceae）
  5. 盐硫杆状菌科（Halothiobacillaceae）
  6. 硫喜碱杆菌科（Thioalkalibacteraceae）
  7. 硫碱螺旋菌科（Thioalkalispiraceae）
  8. 深海硫氧化菌科（Thioprofundaceae）
  9. 向文洲菌科（Wenzhouxiangellaceae）
  10. 伍斯氏菌科（Woeseiaceae）
9. 肠杆菌目（Enterobacterales）
  1. 布杰约维采菌科（Budviciaceae）
  2. 肠杆菌科（Enterobacteriaceae）
  3. 欧文氏菌科（Erwiniaceae）
  4. 哈夫尼亚菌科（Hafniaceae）
  5. 摩根氏菌科（Morganellaceae）
  6. 溶果胶菌科（Pectobacteriaceae）
  7. 耶尔森氏菌科（Yersiniaceae）
10. 不净土杆菌目（Immundisolibacterales）
  1. 不净土杆菌科（Immundisolibacteraceae）
11. 军团菌目（Legionellales）
  1. 柯克斯体科（Coxiellaceae）
  2. 军团菌科（Legionellaceae）
  3. 科未定
12. 溶杆菌目（Lysobacterales）
  1. 溶杆菌科（Lysobacteraceae）
  2. 罗丹诺杆菌科（Rhodanobacteraceae）
13. 甲基球菌目（Methylococcales）
  1. 泉发菌科（Crenotrichaceae）
  2. 甲基球菌科（Methylococcaceae）
  3. 甲基热菌科（Methylothermaceae）
  4. 科未定
14. 涅瓦菌目（Nevskiales）
  1. 嗜藻菌科（Algiphilaceae）
  2. 涅瓦菌科（Nevskiaceae）
  3. 咸水球形菌科（Salinisphaeraceae）
  4. 类固醇杆菌科（Steroidobacteraceae）
15. 海洋螺菌目（Oceanospirillales）
  1. 泥沼杆菌科（Aestuariirhabdaceae）
  2. 食烷菌科（Alcanivoracaceae）
  3. 巴氏丝杆菌科（Balneatricaceae）
  4. 动物内生单胞菌科（Endozoicomonadaceae）
  5. 庆尚大学菌科（Gynuellaceae）
  6. 霍氏菌科（Hahellaceae）
  7. 盐单胞菌科（Halomonadaceae）
  8. 康氏菌科（Kangiellaceae）
  9. Litorivicinaceae
  10. 嗜苏打小螺菌科（Natronospirillaceae）
  11. 海洋螺菌科（Oceanospirillaceae）
  12. 嗜油菌科（Oleiphilaceae）
  13. 糖螺菌科（Saccharospirillaceae）
  14. 科未定
16. 孤菌目（Orbales）
  1. 孤菌科（Orbaceae）
  2. 科未定
17. 巴斯德氏菌目（Pasteurellales）
  1. 巴斯德氏菌科（Pasteurellaceae）
  2. 鹦鹉菌科（Psittacicellaceae）
18. 假单胞菌目（Pseudomonadales）
  1. 莫拉氏菌科（Moraxellaceae）
  2. 假单胞菌科（Pseudomonadaceae）
  3. 多变单胞菌科（Ventosimonadaceae）
  4. 科未定
19. 嗜盐硫杆菌目（Thiohalobacterales）
  1. 嗜盐硫杆菌科（Thiohalobacteraceae）
20. 硫盐杆菌目（Thiohalorhabdales）
  1. 硫盐杆菌科（Thiohalorhabdaceae）
21. 目未定
  1. 托赛尔氏菌科（Thorselliaceae）
  2. 科未定

### 嗜氢菌纲（Hydrogenophilia）
1. 嗜氢菌目（Hydrogenophilales）
  1. 嗜氢菌科（Hydrogenophilaceae）
2. 目未定
  1. 科未定

### 寡弯曲菌纲（Oligoflexia）
1. 贪食杆菌目（Bacteriovoracales）
  1. 贪食杆菌科（Bacteriovoracaceae）
  2. 盐贪食杆菌科（Halobacteriovoracaceae）
2. 蛭弧菌目（Bdellovibrionales）
  1. 蛭弧菌科（Pseudobdellovibrionaceae）
3. 寡弯曲菌目（Oligoflexales）
  1. 寡弯曲菌科（Oligoflexaceae）
  2. 假贪食小杆菌科（Pseudobacteriovoracaceae）
4. 施瓦茨瓦尔德菌目（Silvanigrellales）
  1. 施瓦茨瓦尔德菌目（Silvanigrellaceae）

## 红嗜热盐菌门（Rhodothermota）

### 红嗜热盐菌纲（Rhodothermia）
1. 红嗜热盐菌目（Rhodothermales）
  1. 红嗜热盐菌科（Rhodothermaceae）
  2. 淡红色球菌科（Rubricoccaceae）
  3. 盐场杆菌科（Salinibacteraceae）
  4. 盐刚毛菌科（Salisaetaceae）

## 螺旋体门（Spirochaetota）

### 螺旋体纲（Spirochaetia）
1. 短螺旋体目（Brachyspirales）
  1. 短螺旋体科（Brachyspiraceae）
2. Brevinematales
  1. Brevinemataceae
  2. Thermospiraceae
3. 钩端螺旋体目（Leptospirales）
  1. 钩端螺旋体科（Leptospiraceae）
4. 螺旋体目（Spirochaetales）
  1. 疏螺旋体科（Borreliaceae）
  2. Breznakiellaceae
  3. 球形发丝菌科（Sphaerochaetaceae）
  4. 螺旋体科（Spirochaetaceae）
  5. 密螺旋体科（Treponemataceae）
5. 目未定
  1. 科未定

### 纲未定
1. 目未定
  1. 科未定

## 互养菌门（Synergistota）

### 互养菌纲（Synergistia）
1. 互养菌目（Synergistales）
  1. 嗜胺菌科（Aminiphilaceae）
  2. Aminithiophilaceae
  3. 脱硫代硫酸盐弧菌科（Dethiosulfovibrionaceae）
  4. 互养菌科（Synergistaceae）

### 纲未定
1. 目未定
  1. Thermosynergistaceae

## 热脱硫杆菌门（Thermodesulfobacteriota）

### 热脱硫杆菌纲（Thermodesulfobacteria）
1. 热脱硫杆菌目（Thermodesulfobacteriales）
  1. 热脱硫杆菌科（Thermodesulfobacteriaceae）

### 纲未定
1. 目未定
  1. 科未定

## 热微菌门（Thermomicrobiota）

### 热微菌纲（Thermomicrobia）
1. 球形杆菌目（Sphaerobacterales）
  1. 球形杆菌科（Sphaerobacteraceae）
2. 热微菌目（Thermomicrobiales）
  1. 热微菌科（Thermomicrobiaceae）
3. 目未定
  1. 科未定

## 热袍菌门（Thermotogota）

### 热袍菌纲（Thermotogae）
1. 广宇袍菌目（Kosmotogales）
  1. 广宇袍菌科（Kosmotogaceae）
2. 中度嗜酸袍菌目（Mesoaciditogales）
  1. 中度嗜酸袍菌科（Mesoaciditogaceae）
3. 石袍菌目（Petrotogales）
  1. 石袍菌科（Petrotogaceae）
4. 热袍菌目（Thermotogales）
  1. 高温杆菌科（Fervidobacteriaceae）
  2. 热袍菌科（Thermotogaceae）

## 疣微菌门（Verrucomicrobiota）

### 丰祐菌纲（Opitutia）
1. 丰祐菌目（Opitutales）
  1. 丰祐菌科（Opitutaceae）
  2. 科未定
2. 紫红球菌目（Puniceicoccales）
  1. 紫红球菌科（Puniceicoccaceae）
3. 目未定
  1. 科未定

### 土生微菌纲（Terrimicrobiia）
1. 土生微菌目（Terrimicrobiales）
  1. 土生微菌科（Terrimicrobiaceae）

### 疣微菌纲（Verrucomicrobiia）
1. 疣微菌目（Verrucomicrobiales）
  1. 阿克曼氏菌科（Akkermansiaceae）
  2. 海生红杆菌科（Rubritaleaceae）
  3. 疣微菌科（Verrucomicrobiaceae）

### 纲未定
1. 淤泥球菌目（Limisphaerales）
  1. Fontisphaeraceae
  2. 淤泥球菌科（Limisphaeraceae）
2. 目未定
  1. 科未定